# Markermühle
Die Markermühle war eine Wassermühle in Köln-Mülheim an der Strunde.

## Lage
In der Nähe des Stadtgarten-Weihers lag die Markermühle, die zum Markerhof – auch Merkerhof oder Rubenshof genannt – gehörte, der an der Frankfurter Straße gestanden hat, bevor er 1912 niedergelegt wurde. Bei den Ausschachtungsarbeiten des BULL-Hochhauses am Wiener Platz wurde der dort kreuzende kanalisierte Bachlauf der Strunde mehr zur Bachstraße hin verlegt, um ihn aus dem Bereich des Fundaments herauszunehmen. Heute verläuft der begradigte Bachkanal ab der Eisenbahn unter der Sonderburger Straße, Jan-Wellem-Straße und Bachstraße zum Rhein hin.

## Geschichte
Die Mühle hatte ein unterschlächtiges Wasserrad. Sie diente als Haus- und Kameralmühle für den Markerhof und die umliegenden Nachbarn. Seit wann es sie gab, ist nicht bekannt. Die einzige schriftliche Erwähnung stammt aus dem Jahr 1854. Damals pachtete sie der Domänen-Rentmeister Joseph Zacharias Bertoldi. Gemahlen wurden Tabak, Pfeffer und auch Lohe.